# Тархунази

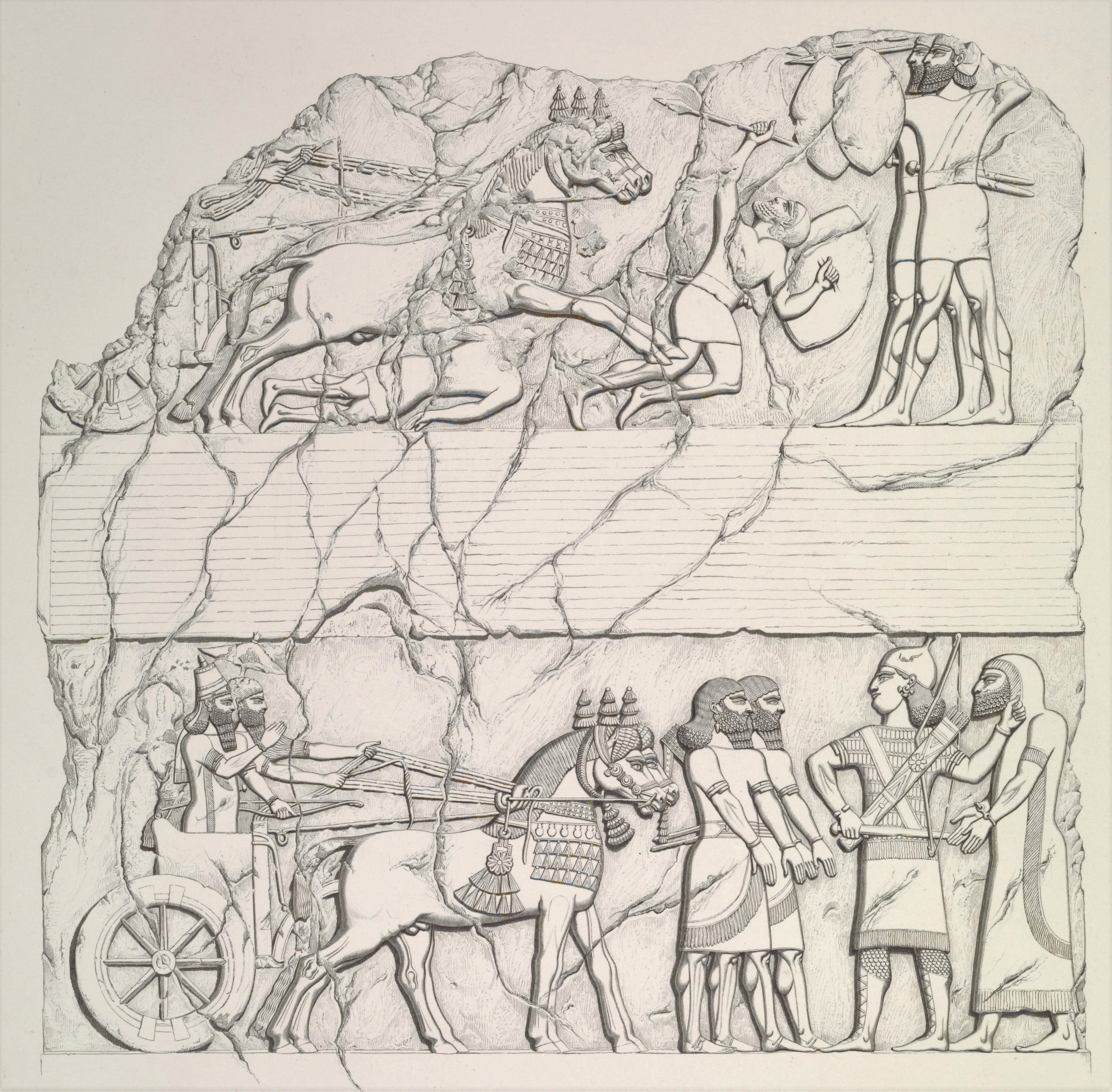
Батальные сцены времён Саргона II.
Рельеф из царского дворца в Дур-Шаррукине

Тархунази (Тархунасис; умер не ранее 712 до н. э.) — правитель сиро-хеттского царства Камману (около 719 до н. э. — 712/711 до н. э.).

## Биография
Тархунази известен только из ассирийских надписей. О его происхождении сведений в современных ему исторических источниках не сохранилось. Возможно, он был членом династии правителей Камману и его родословная восходила к местным властителям IX века до н. э. По утверждению И. М. Дьяконова, Тархунази был сыном камманского царя Гунзинану.
Первое свидетельство о Тархунази в исторических источниках относится приблизительно к 719 году до н. э. Тогда царь Саргон II сверг восставшего против ассирийцев правителя Камману Гунзинану. Новым царём этого владения (по своей столице — городу Мелиду (современное городище Арслантепе) — также известному как царство Мелид) был поставлен Тархунази. О том, получил ли он все владения своего предшественника или часть их была присвоена ассирийским царём — существуют разные мнения. Возможно, власть Тархунази распространялась только на город Мелид и его ближайшие окрестности.
В десятый год правления Саргона II (то есть в 712 или 711 году до н. э.) Тархунази сам поднял мятеж против ассирийцев и отказался выплачивать им дань. Он также вступил в переговоры с правителем мушек Митой (так в ассирийских надписях назывался царь Фригии Мидас) и заключил с ним военный союз. В ответ на это Саргон II организовал поход в Камману. Ассирийская армия разорила владения Тархунази, разрушила столицу его царства Мелид и пленила многих его подданных. Сам Тархунази бежал из Мелида и укрылся в находившемся на границе с Табалом Тиль-Гаримму (возможно, современный Гюрюн), другом принадлежавшем ему городе. Однако устрашённые приближением войска Саргона II жители города схватили своего царя, заключили в оковы и выдали ассирийцам. Пленённый Тархунази в цепях был отправлен в Ашшур вместе с членами своей семьи и своими воинами (которых, по одним данным, было 500 человек, по другим данным — 5000 человек).
Бо́льшая часть Камману была присоединена к Ассирии, став одной из провинций под управлением царского чиновника. Будучи провинциальным центром Тиль-Гаримму был по приказу Саргона II перестроен и заселён поселенцами из других областей Ассирии. Здесь же были возведены десять хорошо укреплённых крепостей для защиты от фригийцев и урартов. Бывшую же столицу владений Тархунази — город Мелид — ассирийский царь передал своему верному вассалу, царю Куммуха Муваталли. Следующим известным независимым правителем Мелида был упоминавшийся в 670—640-х годах до н. э. Мугаллу.
Предполагается, что по повелению Тархунази были изготовлены две сохранившиеся до наших дней стелы: «Darende 1» и «Ispekçür 1». Однако такая интепретация этих артефактов поддерживается не всеми историками.

## Комментарии
1. ↑  И. М. Дьяконов датировал свержение Гунзинану 713 годом до н. э.[3]